# Atara (Ort, Balibo)
Atara ist ein Ortsteil des osttimoresischen Ortes Balibo im Suco Balibo Vila (Verwaltungsamt Balibo, Gemeinde Bobonaro). Er liegt in einer Meereshöhe von 523 m in der Aldeia Atara, am nördlichen Rand von Balibo. Südlich schließt sich der Ortsteil Airae an.